# Terminator (franchise)

Logo del franchise

Terminator è un media franchise basato su una serie di film di fantascienza, prodotti tra il 1984 e il 2019. Nella serie cinematografica, i Terminator sono cyborg assassini o semplici robot, ideati e costruiti dall'intelligenza artificiale Skynet divenuta autocosciente e inviati nel passato per distruggere la resistenza umana, ma uno di questi robot è riprogrammato dal leader della Resistenza, John Connor, per proteggere lui stesso e sua madre Sarah nel passato, divenendo il protagonista e antieroe dell'intera serie.
Il regista di Terminator e Terminator 2 - Il giorno del giudizio è James Cameron, Terminator 3 - Le macchine ribelli è diretto da Jonathan Mostow, Terminator Salvation vede la regia di McG, Terminator Genisys è diretto da Alan Taylor, mentre Terminator - Destino oscuro è diretto da Tim Miller.

## Sviluppo

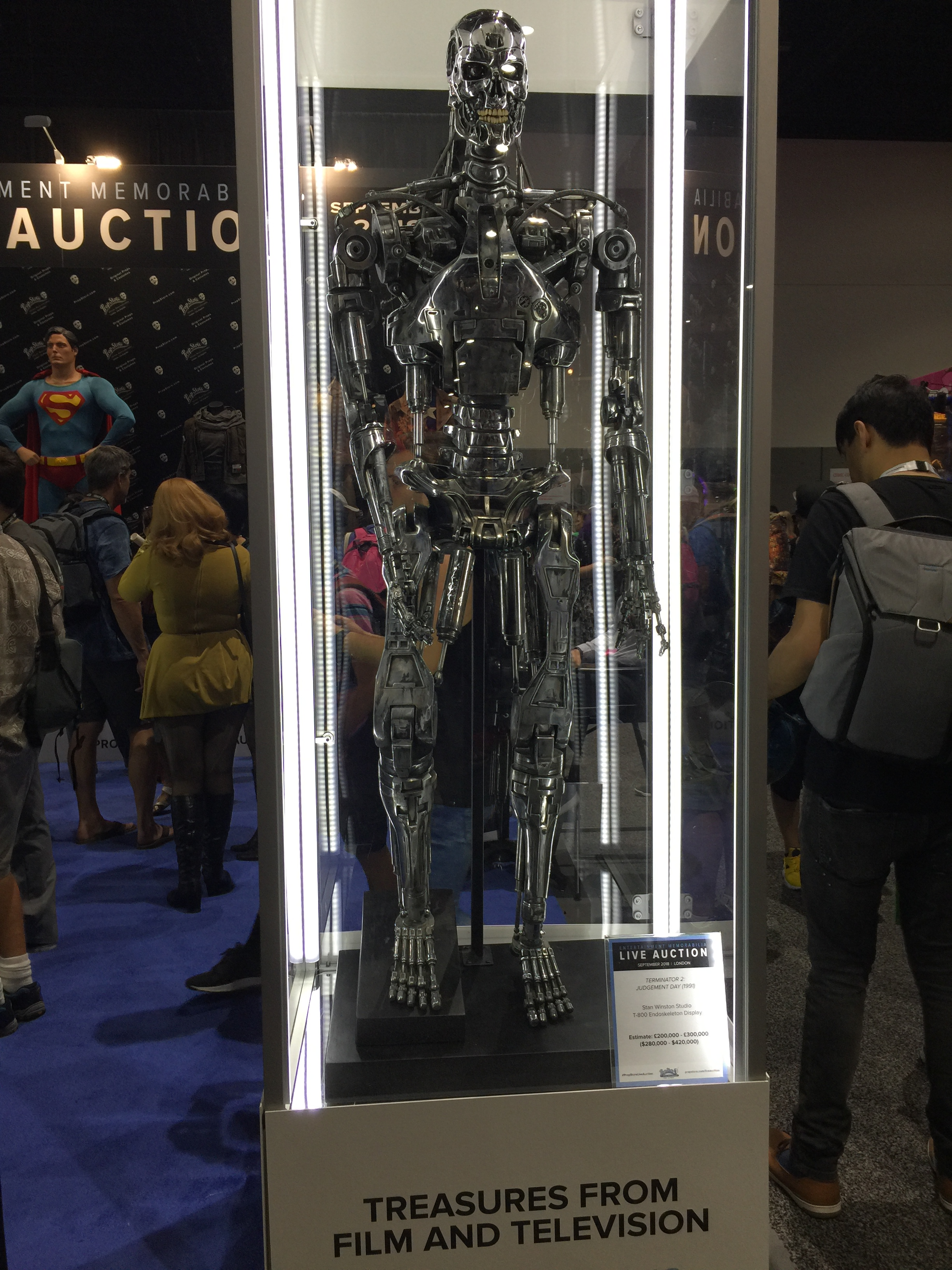
Un Terminator esposto in una teca al Comic-Con di San Diego

Nel 1984 venne distribuito il primo film Terminator (ambientato nello stesso anno), secondo film commerciale diretto da James Cameron. Nonostante il basso budget, divenne ben presto un film di notevole successo e contribuì anche alle definitive consacrazioni al grande pubblico di James Cameron e Arnold Schwarzenegger, quest'ultimo attore già noto per aver interpretato due anni prima Conan il barbaro nell'omonimo film.
Il sequel Terminator 2 - Il giorno del giudizio, uscito nel 1991 (e ambientato però nel 1994), fu subito pubblicizzato come il film più costoso della storia del cinema, con un budget dichiarato di 100 milioni di dollari (in realtà 94, ne incassò poi oltre 500). Da un punto di vista tecnologico, Terminator 2 contribuì in modo rivoluzionario allo sviluppo della grafica computerizzata e in modo particolare all'utilizzo di un effetto digitale chiamato morphing.
Nelle intenzioni di Cameron, che era l'inventore del cyborg, la storia si sarebbe dovuta concludere con il T-800 che si distruggeva nella vasca di acciaio fuso. I produttori invece erano intenzionati a far tornare il T-800 ancora una volta in azione, a costo di affidare la direzione del film a un altro regista. Così Schwarzenegger, prima di candidarsi come governatore della California, tornò a indossarne i panni nel 2003, con Terminator 3 - Le macchine ribelli (ambientato nel 2004), mentre la regia passò da Cameron a Jonathan Mostow. Al contrario di ciò che molti si sarebbero potuti aspettare, Cameron apprezzò pubblicamente il risultato ottenuto da Mostow.
Nel 2009 uscì il quarto episodio Terminator Salvation diretto da McG e ambientato in un futuro postapocalittico in cui gli umani combattono contro le macchine comandate da Skynet. Il film contiene numerosi riferimenti alla serie TV Terminator: The Sarah Connor Chronicles.
Nel 2015 è uscito Terminator Genisys, che agisce come reboot della serie, alterando gli eventi del primo film e che vede il ritorno di Arnold Schwarzenegger nel ruolo del Terminator il "Guardiano".
Nel 2019 è uscito Terminator - Destino oscuro, che agisce come sequel diretto di Terminator 2 - Il giorno del giudizio, ignorando i capitoli successivi.

## Film

Arnold Schwarzenegger come Terminator, personaggio icona dei film

| Film                                  | Data di uscita USA | Regia           | Sceneggiatura                     | Produttori                                                                   |
| ------------------------------------- | ------------------ | --------------- | --------------------------------- | ---------------------------------------------------------------------------- |
| Terminator                            | 26 ottobre 1984    | James Cameron   | James Cameron, Gale Anne Hurd     | Gale Anne Hurd                                                               |
| Terminator 2 - Il giorno del giudizio | 3 luglio 1991      | James Cameron   | James Cameron, William Wisher Jr. | James Cameron                                                                |
| Terminator 3 - Le macchine ribelli    | 2 luglio 2003      | Jonathan Mostow | John Brancato e Michael Ferris    | Mario Kassar, Hal Lieberman, Joel B. Michaels, Andrew G. Vajna, Colin Wilson |
| Terminator Salvation                  | 21 maggio 2009     | McG             | John Brancato e Michael Ferris    | Derek Anderson, Moritz Borman, Victor Kubicek, Jeffrey Silver                |
| Terminator Genisys                    | 1 luglio 2015      | Alan Taylor     | Laeta Kalogridis, Patrick Lussier | David Ellison, Dana Goldberg                                                 |
| Terminator - Destino oscuro           | 1 novembre 2019    | Tim Miller      | James Cameron, David Ellison      | Billy Ray, David S. Goyer, Justin Rhodes                                     |

### Terminator(1984)
Il primo film è interpretato da Linda Hamilton e Michael Biehn, che vestono rispettivamente i panni di Sarah Connor e di Kyle Reese, i quali vengono inseguiti da un terminator modello T-800/101 interpretato da Arnold Schwarzenegger. Il terminator torna indietro nel tempo per uccidere Sarah Connor prima che metta al mondo John Connor, leader della resistenza contro le macchine. A sua volta Kyle Reese, soldato della resistenza, viene inviato indietro nel tempo per proteggere Sarah dal terminator.
Nel 2005 la frase Tornerò (in inglese I'll be back), usata più volte da Arnold Schwarzenegger nel film, è stata inserita nella AFI's 100 Years... 100 Movie Quotes al 37º posto.

### Terminator 2 - Il giorno del giudizio(1991)
Il secondo episodio vede il ritorno di Schwarzenegger (nel ruolo di un T-800/101 catturato dalla resistenza e riprogrammato dal John Connor del futuro, per proteggere la sua controparte del presente) e di Linda Hamilton, mentre Michael Biehn è presente solo come cameo in un sogno di Sarah (in una scena eliminata presente nella versione Director's Cut del film). In Terminator 2 vengono introdotti Edward Furlong (nel ruolo di John Connor) e Robert Patrick (nel ruolo del T-1000, un cyborg programmato per uccidere John).
Nel film riappare anche Earl Boen nel ruolo del Dott. Peter Silberman, medico psichiatra con in cura Sarah Connor.

### Terminator 3 - Le macchine ribelli(2003)
In Terminator 3 abbiamo il ritorno di Schwarzenegger, che interpreta un T-850/101 (il T-850 è una versione potenziata del T-800) catturato e riprogrammato per assicurarsi la sopravvivenza di John Connor e della sua futura moglie Kate Brewster. Oltre a Schwarzenegger, l'unico altro attore a essere apparso nei film precedenti è Earl Boen, in un cameo in cui interpreta nuovamente il Dr. Peter Silberman.
In questo film il ruolo di Connor venne dato a Nick Stahl a causa dei problemi di tossicodipendenza di Furlong. Claire Danes interpreta Kate Brewster, futura moglie di John nonché suo braccio destro. Kristanna Loken interpreta la T-X, sofisticatissimo androide programmato per uccidere John Connor e Kate Brewster, nonché altri obiettivi secondari. Non è presente Linda Hamilton nei panni di Sarah Connor.

### Terminator Salvation(2009)
Nel quarto film (ambientato nel 2029) il cast è stato completamente rinnovato. Christian Bale interpreta John Connor, Bryce Dallas Howard interpreta Kate Brewster, Anton Yelchin interpreta un giovane Kyle Reese e Sam Worthington interpreta Marcus Wright. Verso la fine del film appare un prototipo del T-800/101, interpretato da Roland Kickinger, ma dotato del volto di Schwarzenegger (ricostruito digitalmente).

### Terminator Genisys(2015)
In Terminator Genisys il corso degli eventi del primo film è stato alterato dalla presenza di un T-800 arrivato da un futuro sconosciuto, che ha vegliato su Sarah fin dal 1970 e l'ha istruita sul futuro. Dal 2029, il T-800 e Kyle Reese giungono nel 1984, ma John Connor viene trasformato in un avanzatissimo T-3000 da Skynet.
Il cast è ancora una volta totalmente rinnovato. Jason Clarke interpreta John Connor, Emilia Clarke interpreta Sarah Connor e Jai Courtney interpreta Kyle Reese. Mentre Arnold Schwarzenegger ritorna questa volta nel ruolo del Terminator il "Guardiano".

### Terminator - Destino oscuro(2019)
Il sesto capitolo del franchise, Terminator - Destino oscuro, diretto da Tim Miller su soggetto di James Cameron, è ambientato nella linea temporale di Terminator 2, in cui Skynet è stata sconfitta, ma è presente il nuovo sistema di difesa computerizzato "Legion". La protagonista Grace sarà interpretata da Mackenzie Davis, Linda Hamilton ritorna nel ruolo di Sarah Connor e Arnold Schwarzenegger apparirà nuovamente nel ruolo del Terminator T-800.

## Serie televisive

### Terminator: The Sarah Connor Chronicles(2008-2009)
Nel 2008 è stata realizzata una serie televisiva dal franchise, denominata Terminator: The Sarah Connor Chronicles (composta da 31 episodi), che riprende la storia successivamente agli eventi di Terminator 2 - Il giorno del giudizio. Con Lena Headey nel ruolo di Sarah Connor e Thomas Dekker nei panni del figlio John.

### Terminator Salvation: The Machinima Series(2009)
Nel 2009 è stata realizzata una miniserie animata in CGI dalla serie, intitolata Terminator Salvation: The Machinima Series (composta da 6 episodi), che narra gli eventi del secondo e terzo film. Ambientato nel 2016, anni dopo il Giorno del Giudizio, Blair Williams (doppiato da Moon Bloodgood) combatte la guerra contro le micidiali macchine nel centro di Los Angeles, mentre dà la caccia all'hacker informatico Laz Howard (doppiato da Cam Clarke) e cerca di convincerlo a schierarsi dalla parte della Resistenza.

### Terminator Zero(2024)
Nel febbraio 2021, Netflix ha annunciato l'intenzione di sviluppare una serie animata in stile anime giapponese dedicata al personaggio, dal titolo Terminator Zero, con Skydance, Mattson Tomlin e Production I.G. A differenza delle puntate precedenti, la serie di otto episodi è ambientata in Giappone senza alcun legame con Sarah Connor o suo figlio John, concentrandosi invece sui nuovi personaggi (tra cui Eiko, Malcolm Lee, Misaki, Kenta Lee, Reika Lee, Hiro Lee e Kokoro). La serie uscirà veramente sulla piattaforma Netflix nel 29 agosto 2024.

## Accoglienza

### Incassi
| Film                                  | Data di uscita USA | Incassi ($)  | Incassi ($)    | Incassi ($) | Budget ($) |
| Film                                  | Data di uscita USA | Nord America | Internazionale | Mondiale    | Budget ($) |
| ------------------------------------- | ------------------ | ------------ | -------------- | ----------- | ---------- |
| Terminator                            | 26 ottobre 1984    | 38371200     | 40000          | 78371200    | 6400000    |
| Terminator 2 - Il giorno del giudizio | 3 luglio 1991      | 205881154    | 312106698      | 520881154   | 102000     |
| Terminator 3 - Le macchine ribelli    | 2 luglio 2003      | 150371112    | 283000         | 433371112   | 200000     |
| Terminator Salvation                  | 21 maggio 2009     | 125322469    | 246030532      | 371353001   | 200000     |
| Terminator Genisys                    | 21 giugno 2015     | 89760956     | 350842581      | 440603537   | 155000     |
| Terminator - Destino oscuro           | 1 novembre 2019    | 62253077     | 198866215      | 261119292   | 185000     |
| Totale                                | Totale             | 671959968    | 1430846026     | 2105699296  | 848400000  |

### Critica
- La cella grigia indica che il dato non è disponibile

| Film                                  | Rotten Tomatoes      | Metacritic         | CinemaScore |
| ------------------------------------- | -------------------- | ------------------ | ----------- |
| Terminator                            | 100% (70 recensioni) | 84 (21 recensioni) | —           |
| Terminator 2 - Il giorno del giudizio | 91% (89 recensioni)  | 75 (22 recensioni) | A+          |
| Terminator 3 - Le macchine ribelli    | 70% (207 recensioni) | 66 (41 recensioni) | B+          |
| Terminator Salvation                  | 33% (280 recensioni) | 49 (46 recensioni) | B+          |
| Terminator Genisys                    | 26% (278 recensioni) | 38 (41 recensioni) | B+          |
| Terminator - Destino oscuro           | 70% (350 recensioni) | 54 (51 recensioni) | B+          |

## Altri media

### Romanzi
La serie di film ha dato vita a una produzione di romanzi di fantascienza e azione, che si affiancano alle produzioni cinematografiche e sono in gran parte adattamenti delle stesse:
- Terminator (The Terminator, 1984) di Shaun Hutson;
- Terminator 2 - Il giorno del giudizio (Terminator 2: Judgment Day, 1991) di Randall Frakes;
- Terminator 3 - Le macchine ribelli (Terminator 3: Rise of the Machines, 2003) di David Hagberg;
- Terminator Salvation - Dalle ceneri (Terminator Salvation: From the Ashes, 2009) di Timothy Zahn;
- Terminator Salvation (2009) di Alan Dean Foster.

### Videogiochi
- Terminator 2: Judgment Day (1991) – arcade sparatutto con pistola ottica, convertito per molte piattaforme domestiche con il titolo T2: The Arcade Game
- Terminator 2: Judgment Day (1991) – per molti home computer
- Terminator 2: Judgment Day (1991) – per Game Boy, anche scritto T2: Terminator 2: Judgment Day
- The Terminator (1991) – per MS-DOS
- The Terminator (1992) – per Game Gear, Master System, Mega Drive
- The Terminator (1992) – per NES
- Terminator 2: Judgment Day (1992) – per NES, Master System e Game Gear, anche scritto T2: Terminator 2: Judgment Day
- The Terminator 2029 (1992) – per MS-DOS
- Terminator 2: Judgment Day (1993) – per Mega Drive e SNES, anche scritto T2: Terminator 2: Judgment Day
- Terminator 2: Judgment Day: Chess Wars (1993) – per MS-DOS
- Terminator 2: Rampage (1993) – per MS-DOS
- RoboCop versus The Terminator (NMS Software, Virgin Games, (Game Boy, Game Gear, Master System, Mega Drive, Super Nintendo) (1993–1994)
- The Terminator: Future Shock (Bethesda Softworks, PC-MSDOS) (1995)
- The Terminator: SkyNET (Bethesda Softworks, PC-MSDOS) (1996)
- The Terminator: Dawn of Fate (Atari, Paradigm entertainment, PlayStation 2, Xbox) (2002)
- Terminator 3 - Le macchine ribelli (Atari, Black ops entertainment, PlayStation 2, Xbox, GBA) (2003)
- Terminator 3: War of the machines (Atari, Clever's games, PC) (2003)
- Terminator 3 Redemption (PlayStation 2, Xbox, Gamecube)
- Terminator Salvation (Playstation 3, Xbox 360, PC) (2009)
- Mortal Kombat 11 (Nintendo Switch, PlayStation 4, PlayStation 5, Xbox One, Xbox Series X, Xbox Series S, PC) (2019) include l'epico scontro RoboCop vs Terminator
- Terminator: Resistance (PlayStation 4, Xbox One, PC tramite Steam) 15 novembre 2019 (Europa)
- Terminator: Dark Fate - Defiance (GeForce Now, PC) (2023)
- Mortal Kombat 1 (PlayStation 5, Xbox Series X/S, Nintendo Switch, PC) (2023)
- Terminator: Survivors (PlayStation 5, Xbox Series X, PC) (2024)
- Terminator 2D: NO FATE (Nintendo Switch, PlayStation 4, PlayStation 5, Xbox Series X, PC) (TBA)